# ديبورتيفو بيتابا
ديبورتيفو بيتابا (بالإسبانية: Xelajú Mario Camposeco)‏ هو نادي كرة قدم غواتيمالي تأسس في 1928، يقع مقره الرئيسي في كويتزالتنانغو، ويلعب في دوري غواتيمالا لكرة القدم.